# Чудније ствари (5. сезона)
Пета и последња сезона америчке научнофантастичне телевизијске серије Чудније ствари, насловљена Чудније ствари 5, подељена је на три дела. Први сет од четири епизоде биће приказан 26. новембра 2025, други сет од три епизоде 25. децембра 2025, а трећи сет који чини једна епизода биће приказан 31. децембра 2025. Аутори серије су браћа Дафер који су такође њени извршни продуценти, поред Шона Ливија и Дена Коена.

## Улоге

### Главне
- Винона Рајдер као Џојс Бајерс
- Дејвид Харбор као Џим Хопер
- Мили Боби Браун као Једанаестица / Џејн Хопер
- Фин Вулфхард као Мајк Вилер
- Гејтен Матаразо као Дастин Хендерсон
- Кејлеб Маклохлин као Лукас Синклер
- Ноа Шнап као Вил Бајерс
- Сејди Синк као Макс Мејфилд
- Наталија Дајер као Ненси Вилер
- Чарли Хитон као Џонатан Бајерс
- Џо Кири као Стив Харингтон
- Маја Хок као Робин Бакли
- Брет Гелман као Мари Бауман
- Праја Фергусон као Ерика Синклер

## Епизоде
| Део 1 |   |     |                |                    |                    |
| 35    | 1 | TBA | браћа Дафер    | браћа Дафер        | 26. новембар 2025. |
| 36    | 2 | TBA | браћа Дафер    | браћа Дафер        | 26. новембар 2025. |
| 37    | 3 | TBA | Френк Дарабонт | Кејтлин Шнајдерхан | 26. новембар 2025. |
| 38    | 4 | TBA | браћа Дафер    | Пол Дихтер         | 26. новембар 2025. |
| Део 2 |   |     |                |                    |                    |
| 39    | 5 | TBA | Френк Дарабонт | Кертис Гвин        | 25. децембар 2025. |
| 40    | 6 | TBA | TBA            | Кејт Трефри        | 25. децембар 2025. |
| 41    | 7 | TBA | TBA            | браћа Дафер        | 25. децембар 2025. |
| Део 3 |   |     |                |                    |                    |
| 42    | 8 | TBA | браћа Дафер    | браћа Дафер        | 31. децембар 2025. |